# Hope Fault
Die Hope Fault ist eine rund 230 km lange geologische Verwerfung in der Region Canterbury auf der Südinsel von Neuseeland. Sie ist ein aktiver Teil der Marlborough Fault Zone (MFZ) und war maßgeblich an dem Kaikoura-Erdbeben der Stärke 7,8 MW vom 14. November 2016 beteiligt.

## Geographie

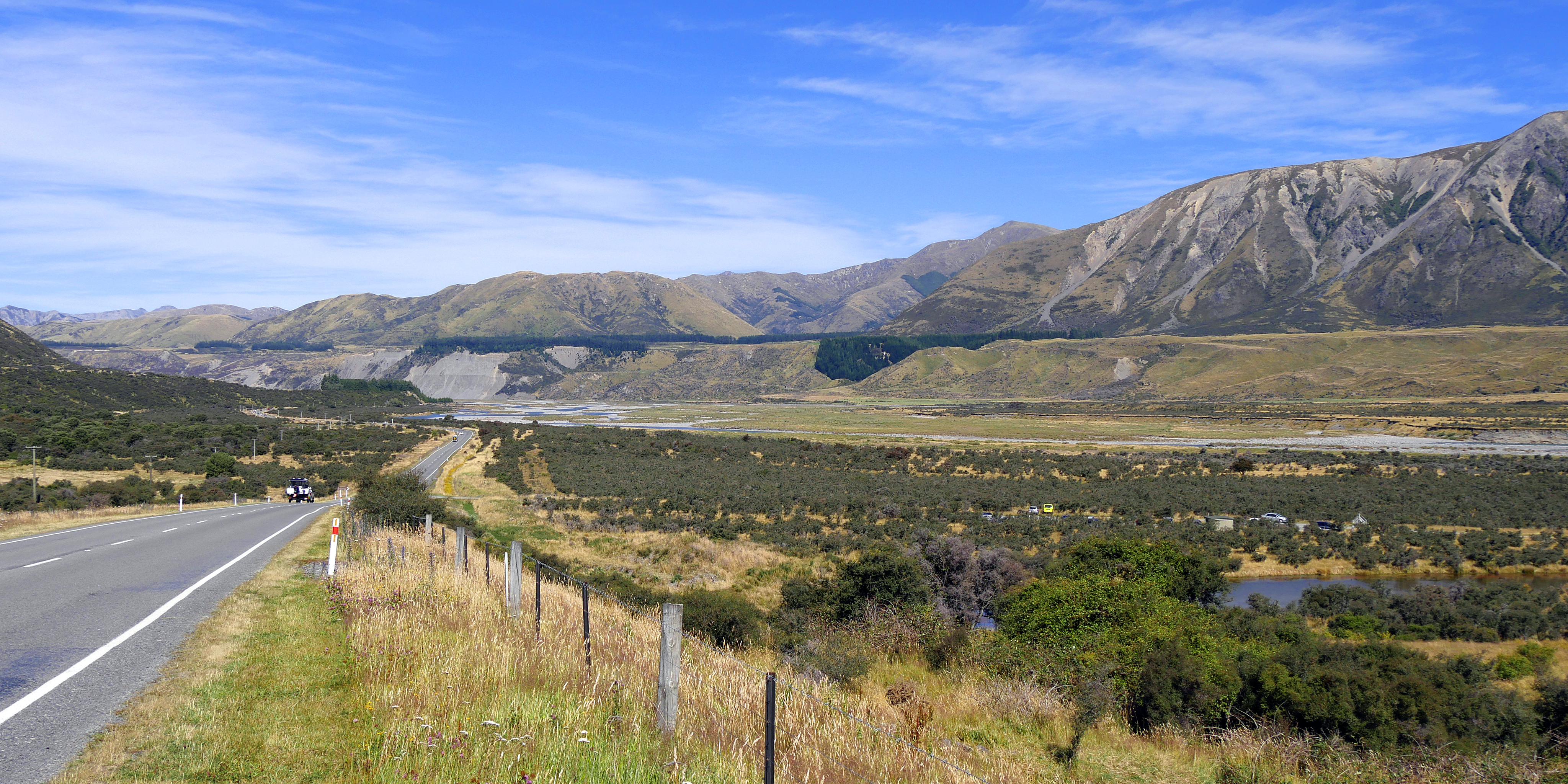
Tal des Hope River, in dem die Hope Fault längs des Tals verläuft

Die Hope Fault verläuft am südwestlichen Rand der Marlborough Fault Zone in Ost-West-Richtung und erstreckt sich dabei über 230 km, angefangen von der Alpine Fault im Westen bis zur Ostküste der Südinsel nördlich von Kaikoura. Nördlich der Verwerfungen verlaufen die Seaward Kaikoura Range parallel.
Die Hope Fault wird unter geologischen Gesichtspunkten in verschiedene Segmente eingeteilt, von West nach Ost folgend in das Harper Pass Segment, das Hope River Segment, das Conway Segment, das Kahutara Segment, das Mount Fyffe Segment und in das Seaward Segment. Die Geschwindigkeit, mit der sich die beiden Seiten der Verwerfung innerhalb der verschiedenen Segmente gegeneinander verschieben, wird mit zwischen 15 und 42 mm pro Jahr angegeben. Damit weist die Hope Fault die höchste Verschiebungsrate in der Marlborough Fault Zone auf.
Das Hope River Segment liegt westlich des Conway Segment und bezog seinen Namen durch die Tatsache, dass direkt über dem Teil der Verwerfung der Hope River verläuft.
Das Conway Segment hat eine Länge von rund 70 km und liegt zwischen dem Kowai River und dem Hanmer Basin. Es verläuft im Gegensatz zu den anderen Segmenten relativ linear und weist eine Verschiebungsrate von 18 bis 22 mm pro Jahr auf. Es wird vermutet, dass das Segment an zwei Beben in den Jahren 1768 und in den 1830er beteiligt war.

## Historische Erdbeben
Das letzte vor dem Jahr 2016 bekannte Erdbeben, an dem die Hope Fault maßgeblich beteiligt war, hat laut dem Erdbebenexperten Holden der GNS Science 1888 in dem Hope River Segment stattgefunden (siehe North-Canterbury-Erdbeben von 1888). Es soll eine Stärke zwischen 7.0 und 7.3 MW aufgewiesen und stellenweise einen horizontalen Versatz von rund 2,50 m erzeugt haben. Basierend auf dieses Ereignis nahm der Experte seine Untersuchungen vor und erwähnte in seiner Veröffentlichung im Jahr 2014, dass aufgrund der tektonischen Bewegungen – der südöstliche Teil der Südinsel Neuseelands bewegt sich mit 36 mm pro Jahr in südwestlicher Richtung – die Hope Fault wieder ein Potential der Stärke 7 MW plus aufweisen würde, eine Annahme, die durch das Kaikoura-Erdbeben vom 14. November 2016 Bestätigung fand.